# Тарасихинский сельсовет
Тара́сихинский сельсовет —  административно-территориальное образование, подчинённое городу областного значения Семёнов в Нижегородской области Российской Федерации. 
В рамках организации местного самоуправления территория сельсовета входит в  городской округ Семёновский. С 2004 до 2011 года сельсовет как муниципальное образование имел статус сельского поселения в составе Семёновского муниципального района.
В рамках административно-территориального устройства сельсовет до 2011 года входил в Семёновский район Нижегородской области.
Административный центр сельсовета — посёлок станции Тарасиха.

## Населённые пункты
В сельсовет входят 20 населённых пунктов:
| №  | Населённый пункт | Тип             | Население |
| -- | ---------------- | --------------- | --------- |
| 1  | Алешино          | деревня         | ↘9        |
| 2  | Белкино          | деревня         | →3        |
| 3  | Белоглазово      | деревня         | ↗8        |
| 4  | Елховка          | деревня         | ↗3        |
| 5  | Заево            | деревня         | ↗34       |
| 6  | Здорово          | деревня         | ↘14       |
| 7  | Каравайки        | деревня         | ↗8        |
| 8  | Корельское       | деревня         | ↘0        |
| 9  | Крутец           | деревня         | →1        |
| 10 | Кулагино         | деревня         | ↘226      |
| 11 | Лазаревка        | деревня         | ↘6        |
| 12 | Осинки           | деревня         | ↘31       |
| 13 | Осинки           | посёлок станции | ↘285      |
| 14 | Совинское        | деревня         | →0        |
| 15 | Тарасиха         | деревня         | ↘3        |
| 16 | Тарасиха         | посёлок станции | ↘1559     |
| 17 | Успенье          | деревня         | ↘179      |
| 18 | Шарино           | деревня         | ↘3        |
| 19 | Шарпано          | деревня         | ↘8        |
| 20 | Язвицы           | деревня         | ↘5        |

Исчезнувшие населенные пункты
| № | Населённый пункт |
| - | ---------------- |
| 1 | Грачи            |
| 2 | Колотушки        |
| 3 | Лелеки           |
| 4 | Одинцы           |